# Яминський (Яминське сільське поселення)
Яминський (рос. Яминский) — хутір у Алексєєвському районі Волгоградської області Російської Федерації.
Населення становить 1529 осіб. Входить до складу муніципального утворення Яминське сільське поселення.

## Історія
Хутір розташований у межах українського історичного та культурного регіону Жовтий Клин.
Згідно із законом від 31 грудня 2004 року № 988-ОД органом місцевого самоврядування є Яминське сільське поселення.

## Населення
| 2010 | 2012  | 2013  |
| ---- | ----- | ----- |
| 1392 | ↗1544 | ↘1529 |